# Биракан
Биракан (на руски: Биракан) е селище от градски тип в Облученски район на Еврейската автономна област в Русия.

## Име
Хидроним на евенкската дума вира, която означава река, а наставката кан е умалително, т.е. Биракан означава рекичка, малка река.

## География
Селището Биракан се намира на река Бира.
Разстоянието до административния център, град Облучие, е 68 км (на запад по автомобилния път Чита – Хабаровск).

## История
Биракан възниква през 1905 г. при строителството на железопътна линия и е наречен на едноименната река Биракан (ляв приток на река Бира), преминаваща покрай източните покрайнини на селището.
На 10 октомври 1931 г. е включен в категорията на работническите селища.

## Инфраструктура
- Едноименна станция на Далекоизточната железопътна линия.
- През 1943 г. е построена фабрика за хартия.[3]